# Protohystricia alcis
Protohystricia alcis là một loài ruồi trong họ Tachinidae.